# Der Silbersee
Pour l’article homonyme, voir Silbersee.
Personnages
- Severin (ténor)
- Olim (basse)
- 2 garçons (ténor)
- 2 vendeuses (soprano)
- L'agent de la loterie (ténor)
- Fennimore, la première femme de chambre (soprano)
- Mme von Luber
- Le baron Laur

Der Silbersee (en français, Le Lac d'argent) est un opéra de Kurt Weill sur un livret de Georg Kaiser.
La première a lieu le 18 février 1933, à Leipzig, sous la direction de Detlef Sierck (metteur en scène) et de Gustav Brecher (chef d'orchestre de l'Orchestre symphonique de la MDR), trois semaines après la prise du pouvoir par le Parti national-socialiste des travailleurs allemands le 30 janvier 1933. Il s'agit de la dernière œuvre de Weill avant son exil le 21 mars 1933. La représentation est arrêtée à la seizième à Leipzig le 4 mars 1933 par les nazis.

## Argument
Olim, un policier prussien, tire sur Severin en fuite, qui a volé un ananas et vit avec d'autres étrangers affamés à Silbersee. Il remporte le prix principal de la loterie et achète le château de Silbersee à la noblesse désenchantée par la République de Weimar. Il emmène la victime vers lui, prend soin de lui et veut qu'il devienne son ami. Severin devient déprimé et espère être libéré par vengeance du policier qui lui a tiré dessus, provoquant un conflit subversif dans le domaine jusqu'à ce que Severin apprenne enfin qu'Olim était le policier.
La gouvernante Mme von Luber dresse les deux hommes l'un contre l'autre, de sorte que Olim se sente menacé par la vie et l'intégrité physique de Severin et Mme von Luber l'installe avec tous ses biens avec une prétendue autorité. Séverin et Olim finissent par se réconcilier et ne veulent rien de plus que mourir à Silbersee. Le lac gèle soudainement et conduit à la "lumière". Après de nombreuses allusions au désir alors fort d’Adolf Hitler de prendre le pouvoir, la scène finale avertit maintenant le public, puisque Olim et Séverin ne succombent pas non plus devant la haine nazie et se méfient des intrigues de la noblesse : « Vous n'êtes pas encore libéré de l'obligation de vivre… »

## Musique
Bien que Der Silbersee soit basé sur une pièce de théâtre et que la majeure partie de l'action soit parlée, l'œuvre nécessite une formation au chant et un orchestre de taille moyenne. Weill utilise, comme dans d'autres œuvres, différentes formes telles que la cantate, des pièces instrumentales, des murder ballads et des chansons. Il défie les limites des genres littéraires et musicaux, n'étant pas absolument ni un opéra ni une pièce de théâtre. Les nazis qualifient la pièce de « bâtard musical » au-delà du concept de musique dégénérée.

## Histoire
L'opéra est créé en même temps à Leipzig, Magdebourg et Erfurt. La première a lieu à Leipzig le 18 février 1933. Malgré des manifestations et des menaces de boycott, la pièce est donnée dans les trois villes. Le lendemain de l'interdiction de la pièce par le NSDAP le 4 mars 1933, Georg Kaiser est expulsé de l'Académie prussienne des arts. Le 10 mai, les décors de Caspar Neher sont brûlés sur la place de l'opéra de Berlin. En mai 1940, le chef d'orchestre Brecher et son épouse Gertrud Deutsch (fille de Felix Deutsch (de)), tous deux en fuite depuis sept ans, se suicident ensemble à Ostende, de peur de tomber entre les mains des occupants allemands.
Après la Seconde Guerre mondiale, Der Silbersee est rarement joué et souvent d'une façon plus musicale et raccourcie. Hans Lietzau (de) et Boris Blacher arrangent une version courte avec des parties orchestrales réduites pour le Schlosspark Theater à Berlin-Ouest le 19 septembre 1955 et participent aussi au Berliner Festwochen (de) avec cette production. Au Holland Festival, Josef Heinzelmann (de) et David Drew présentent une version de concert d'une durée de 90 minutes le 25 juin 1971, récité par Lotte Lenya (chef d'orchestre Gary Bertini). Le 10 septembre 1975, une version de concert de 50 minutes de David Drew est présentée à Berlin pour cinq solistes, chœur et orchestre sans dialogues (chef d'orchestre Gary Bertini). Sous le titre Silverlake, une adaptation libre avec un livret anglais de Hugh C. Wheeler et une musique fortuite de Lys Simonette est interprétée le 20 mars 1980 au New York State Theater. La mise en scène est de Harold Prince, la direction de l'orchestre de Julius Rudel. À l'automne 1995, le Wiener Jugendstiltheater am Steinhof donne une série de sept représentations scéniques du Nouvel Opéra de Vienne (de). Le chef d'orchestre est Walter Kobéra, le metteur en scène Bruno Berger-Gorsky.
Le chef d'orchestre allemand Ingo Metzmacher dirige un concert le 15 décembre 2007 à la Philharmonie de Berlin avec le Chœur de la radio de Berlin, enregistré par Deutschlandfunk Kultur. Avec la mise en scène de Lars-Ole Walburg, l'œuvre est montrée le 19 mars 2011 au Théâtre de Hanovre (de) (direction musicale : Thomas Posth).

## Source de la traduction
- (de) Cet article est partiellement ou en totalité issu de l’article de Wikipédia en allemand intitulé « Der Silbersee » (voir la liste des auteurs).